# Ranunculus amurensis
Ranunculus amurensis là một loài thực vật có hoa trong họ Mao lương. Loài này được Kom. miêu tả khoa học đầu tiên năm 1904.